# Nipaecoccus morondavae
Nipaecoccus morondavae är en insektsart som beskrevs av Mamet 1962. Nipaecoccus morondavae ingår i släktet Nipaecoccus och familjen ullsköldlöss.
Artens utbredningsområde är Madagaskar. Inga underarter finns listade i Catalogue of Life.